# Џејкоб Сити (Флорида)
Џејкоб Сити (енгл. Jacob City) град је у америчкој савезној држави Флорида. По попису становништва из 2010. у њему је живело 250 становника.

## Демографија
Према попису становништва из 2010. у граду је живело 250 становника, што је 31 (11,0%) становника мање него 2000. године.
| Група             | 2000.       | 2010.       |
| Белци             | 14 (5,0%)   | 17 (6,8%)   |
| Афроамериканци    | 267 (95,0%) | 226 (90,4%) |
| Азијати           | 0 (0,0%)    | 0 (0,0%)    |
| Хиспаноамериканци | 0 (0,0%)    | 0 (0,0%)    |
| Укупно            | 281         | 250         |